# Заградівська сільська рада
Загра́дівська сільська́ ра́да — адміністративно-територіальна одиниця та орган місцевого самоврядування в Високопільському районі Херсонської області. Адміністративний центр — село Заградівка.

## Загальні відомості
- Територія ради: 44,356 км²
- Населення ради: 717 осіб (станом на 2001 рік)
- Територією ради протікає річка Інгулець

## Населені пункти
Сільській раді були підпорядковані населені пункти:
- с. Заградівка

## Склад ради
Рада складалася з 14 депутатів та голови.
- Голова ради: Шалига Наталія Максимівна
- Секретар ради: Щербань Наталя Петрівна

### Керівний склад попередніх скликань
| Прізвище, ім'я, по батькові | Основні відомості                                                                       | Дата обрання | Дата звільнення |
| --------------------------- | --------------------------------------------------------------------------------------- | ------------ | --------------- |
| Шалига Наталя Максимівна    | Сільський голова, 1965 року народження, позапартійна                                    | 26.03.2006   | 31.10.2010      |
| Шалига Наталія Максимівна   | Сільський голова, 1965 року народження, освіта середня спеціальна, член Партії регіонів | 31.10.2010   |                 |

Примітка: таблиця складена за даними сайту Верховної Ради України

### Депутати
За результатами місцевих виборів 2010 року депутатами ради стали:

#### За суб'єктами висування
| Суб'єкт висування                                       | Кількість обраних депутатів | %    |
| ------------------------------------------------------- | --------------------------- | ---- |
| Партія регіонів                                         | 11                          | 78,6 |
| Політична партія Всеукраїнське об'єднання «Батьківщина» | 3                           | 21,4 |

#### За округами
| № округу                                                | Прізвище, ім'я, по батькові     | Дата визнання обраним | Освіта  | Партійна приналежність                        | Відомості про обраного депутата                   |
| ------------------------------------------------------- | ------------------------------- | --------------------- | ------- | --------------------------------------------- | ------------------------------------------------- |
| Партія регіонів                                         |                                 |                       |         |                                               |                                                   |
| 1                                                       | Грабовецький Дмитро Олексійович | 04.11.2010            | середня | член Партії регіонів                          | тимчасово не працює                               |
| 2                                                       | Радченко Ольга Іванівна         | 04.11.2010            | середня | член Партії регіонів                          | Заградівське лісництво, бухгалтер                 |
| 3                                                       | Лісовол Оксана Анатоліївна      | 04.11.2010            | середня | член Партії регіонів                          | приватний підприємець                             |
| 4                                                       | Щербань Наталя Петрівна         | 04.11.2010            | вища    | член Партії регіонів                          | Заградівська сільська рада, секретар              |
| 5                                                       | Станевич Олександр Миколайович  | 04.11.2010            | середня | член Партії регіонів                          | приватний підприємець                             |
| 6                                                       | Бреславець Тамара Миколаївна    | 04.11.2010            | середня | член Партії регіонів                          | продавець                                         |
| 9                                                       | Гречко Ріта Анатоліївна         | 04.11.2010            | середня | член Партії регіонів                          | домогосподарка                                    |
| 10                                                      | Карнаух Ганна Миколаївна        | 04.11.2010            | вища    | член Партії регіонів                          | Заградівське поштове відділення зв'язку, керівник |
| 11                                                      | Мартем'янов Сергій Михайлович   | 04.11.2010            | середня | член Партії регіонів                          | Заградівське лісництво, лісник                    |
| 13                                                      | Голованенко Віталій Іванович    | 04.11.2010            | вища    | член Партії регіонів                          | «Укрхімтрансаміак», оператор                      |
| 14                                                      | Кириленко Лідія Григорівна      | 04.11.2010            | середня | член Партії регіонів                          | пенсіонер                                         |
| Політична партія Всеукраїнське об'єднання «Батьківщина» |                                 |                       |         |                                               |                                                   |
| 7                                                       | Братко Олена Дмитрівна          | 04.11.2010            | середня | член Всеукраїнського об'єднання «Батьківщина» | домогосподарка                                    |
| 8                                                       | Шпірнов Юрій Петрович           | 04.11.2010            | вища    | член Всеукраїнського об'єднання «Батьківщина» | приватний підприємець                             |
| 12                                                      | Яркова Валентина Миколаївна     | 04.11.2010            | середня | член Всеукраїнського об'єднання «Батьківщина» | домогосподарка                                    |

## Населення
Згідно з переписом УРСР 1989 року чисельність наявного населення сільської ради становила 895 осіб, з яких 404 чоловіки та 491 жінка.
За переписом населення України 2001 року в сільській раді мешкало 713 осіб.

### Мова
Розподіл населення за рідною мовою за даними перепису 2001 року:
| Мова       | Відсоток |
| ---------- | -------- |
| українська | 96,79 %  |
| російська  | 2,79 %   |
| вірменська | 0,28 %   |
| білоруська | 0,14 %   |